# Lars Magnusson (operasångare)
Lars Magnusson, född 10 mars 1955 i Göteborg i Västra Götalands län, är en svensk operasångare (tenor).
Magnusson studerad vid Musikdramatiska skolan i Stockholm 1979–1982. Han studerade sång för Enzo Florimo i Göteborg och för Sonny Pettersson, Erik Saedén och Nicolai Gedda i Stockholm.
Han debuterade på Kungliga Teatern i Stockholm som Beppo i Pajazzo av Leoncavallo 1981 och var anställd där som sångsolist 1981–1991. Han fortsatte som gästsolist regelbundet fram till 2005. Till rollerna hörde Cassio i Otello, Walther i Tannhäuser, David i Mästersångarna i Nürnberg, kaptenen i Wozzeck, Lenskij i Eugen Onegin, Rodolfo i Bohème och Alfredo i La traviata.
Magnusson gästspelade bland annat på svenska scener som Storan och Göteborgsoperan, europeiska scener som Covent Garden i London, operascener i Bonn, München, Berlin, Wiener Staatsoper och Barcelona. Han gästade även Metropolitan Opera i New York och operan i San Francisco.